# 東京都道444号下石神井大泉線
東京都道444号下石神井大泉線（とうきょうとどう444ごう しもしゃくじいおおいずみせん）は、東京都道439号椎名町上石神井線と東京都道24号練馬所沢線とを結ぶ、全線東京都練馬区内を通過する特例都道である。

## 起点・終点
- 起点：東京都道439号椎名町上石神井線（千川通り）交点
- 終点：東京都道24号練馬所沢線（大泉街道）交点

## 一般名称
- 井草通り

## 交差・接続する道路
| 交差する道路                                   | 交差点名       | 所在地 | 所在地 |
| ---------------------------------------------- | -------------- | ------ | ------ |
| 東京都道439号椎名町上石神井線（千川通り）      |                | 東京都 | 練馬区 |
| 東京都道245号杉並田無線（新青梅街道）          | 石神井消防署前 | 東京都 | 練馬区 |
| 東京都道25号飯田橋石神井新座線（旧早稲田通り） |                | 東京都 | 練馬区 |
| 東京都道8号千代田練馬田無線（富士街道）        | 石神井中学校前 | 東京都 | 練馬区 |
| 西武池袋線                                     | ※アンダーパス  | 東京都 | 練馬区 |
| （石神井公園通り）                             | 前原           | 東京都 | 練馬区 |
| 東京都道24号練馬所沢線（大泉街道）             |                | 東京都 | 練馬区 |

## 周辺の施設
- 井草高等学校
- いなげや下石神井店
- 石神井消防署
- 練馬区立石神井小学校
- 石神井公園
- 練馬区立石神井中学校
- 東京都立大泉高等学校・附属中学校